# Nomada guichardi
Nomada guichardi är en biart som beskrevs av Schwarz 1981. Nomada guichardi ingår i släktet gökbin, och familjen långtungebin. Inga underarter finns listade i Catalogue of Life.